# 정 트리오
정 트리오(鄭 Trio)는 대한민국 출신의 세계적인 클래식 음악가들인 정명훈과 그의 두 누나들인 정경화, 정명화로 구성된 트리오이다. 1982년 12월 카네기 홀에서 연주했다. 1995년 이후로는, 정트리오 활동보다는 각자 솔로 활동에 더욱 초점을 맞추기 시작했고, 현재 여러 나라에서 활동 중이다.